# Marka NRD
Marka NRD (marka wschodnia) – jednostka płatnicza w radzieckiej strefie okupacyjnej Niemiec, a następnie Niemieckiej Republice Demokratycznej w latach 1948–1990. Od 1948 roku wydawana przez bank emisyjny Deutsche Notenbank, a od roku 1968 przez Bank Państwowy NRD (Staatsbank der DDR). Jedna marka liczyła 100 fenigów (pfennig).

## Nazwa
W historii waluty stosowane były następujące nazwy:
- Marka niemiecka Niemieckiego Banku Emisyjnego (Deutsche Mark) (DM) – od 24 lipca 1948 do 31 lipca 1964
- Marka Niemieckiego Banku Emisyjnego (Mark der Deutschen Notenbank) (MDN) – od 1 sierpnia 1964 do 31 grudnia 1967
- Marka Niemieckiej Republiki Demokratycznej (również Marka NRD) (M) – od 1 stycznia 1968 do 30 czerwca 1990.

## Historia

### Wprowadzenie
20 czerwca 1948 w zachodnich strefach okupacyjnych wprowadzono markę niemiecką zastępując Reichsmark i Rentenmark. Ta pierwsza była ciągle środkiem płatniczym w radzieckiej strefie okupacyjnej, co na dłuższą metę spowodowało inflację wywołaną przepływem bezwartościowej waluty na wschód. Jako kontrakcję władze strefy wprowadziły 24 czerwca 1948 swoją walutę (obowiązujące dotychczas banknoty z naklejonym kuponem). Dopiero 24 lipca wydano nową serię banknotów sygnowanych przez Deutsche Mark der Deutschen Notenbank. Przelicznik dla nowej waluty (czerwiec):
- zasoby pieniężne (na osobę): do 70 marek w gotówce – 1:1
  - konto oszczędnościowe (istniejące od 8 maja 1945): do 100 marek – 1:1, {\displaystyle (100,1000]} – 5:1, powyżej 1000 – 10:1
  - konto – 10:1
  - Salda oszczędnościowe (utworzone do 8 maja 1945, także dla prywatnych spółek) – 10:1
- konta przedsiębiorstw państwowych i administracji – 1:1
- płace i ceny – 1:1

### Lata 70.
Wprowadzenie reform konstytucyjnych w latach 1968 i 1974 oddalało Niemiecką Republikę Demokratyczną od początkowego celu ponownego zjednoczenia Niemiec. Jednym z efektów była zmiana słowa Niemcy na NRD. Zmieniono też nazwę waluty na marka NRD, a nazwę banku emisyjnego na Bank Państwowy NRD. Oficjalną nazwę Marka NRD wprowadzono 12 grudnia 1967 roku. Zwane były również markami, a dla odróżnienia markę RFN nazywano często zachodnią. Jednak monety z napisem Deutsche Mark obowiązywały w NRD do lat 80.

## Monety
| Monety NRD lat 70. i 80.          | Monety NRD lat 70. i 80. | Monety NRD lat 70. i 80. | Monety NRD lat 70. i 80. | Monety NRD lat 70. i 80. | Monety NRD lat 70. i 80. | Monety NRD lat 70. i 80. | Monety NRD lat 70. i 80.   | Monety NRD lat 70. i 80. | Monety NRD lat 70. i 80. | Monety NRD lat 70. i 80. |
| Grafika                           | Grafika                  | nominał                  | Parametry                | Parametry                | Parametry                | Opis                     | Opis                       | Opis                     | Data                     | Data                     |
| Awers                             | Rewers                   | nominał                  | Średnica                 | Masa                     | materiał                 | rant                     | Awers                      | Rewers                   | emisji                   | wymiany                  |
| --------------------------------- | ------------------------ | ------------------------ | ------------------------ | ------------------------ | ------------------------ | ------------------------ | -------------------------- | ------------------------ | ------------------------ | ------------------------ |
|                                   |                          | 1 fenig                  | 17 mm                    | 0,75 g                   | aluminium Al97/Mg03      | gładki                   | nominał                    | godło NRD                | 1 maja 1960              | 30 czerwca 1991          |
|                                   |                          | 5 fenigów                | 19 mm                    | 1,10 g                   | aluminium Al97/Mg03      | gładki                   | nominał                    | godło NRD                | 15 maja 1968             | 30 czerwca 1991          |
|                                   |                          | 10 fenigów               | 21 mm                    | 1,50 g                   | aluminium Al97/Mg03      | gładki                   | nominał                    | godło NRD                | 1 grudnia 1963           | 30 czerwca 1991          |
|                                   |                          | 20 fenigów               | 22,2 mm                  | 5,4 g                    | mosiądz Cu63/Zn37        | gładki                   | nominał                    | godło NRD                | 1 sierpnia 1969*         | 30 czerwca 1991          |
|                                   |                          | 50 fenigów               | 23 mm                    | 2,0 g                    | aluminium Al97/Mg03      | ząbkowany                | nominał                    | godło NRD                | 1 czerwca 1958           | 30 czerwca 1991          |
|                                   |                          | 1 marka                  | 25 mm                    | 2,5 g                    | aluminium Al97/Mg03      | ⋆ (gwiazdki)             | nominał                    | godło NRD                | 2 lipca 1956             | 30 czerwca 1990          |
|                                   |                          | 2 marki                  | 27 mm                    | 3,0 g                    | aluminium Al97/Mg03      | ząbkowany                | nominał                    | godło NRD                | 1 czerwca 1957           | 30 czerwca 1990          |
|                                   |                          | 5 marek                  | 29 mm                    | 9,7 g                    | miedzionikiel Cu90/Ni10  | 5 MARK⋆                  | napis „20 lat NRD” nominał | godło NRD                | 25 sierpnia 1969a*       | 30 czerwca 1990          |
| *z okazji 20-lecia utworzenia NRD |                          |                          |                          |                          |                          |                          |                            |                          |                          |                          |

## Banknoty
| Banknoty emisji roku 1955 | Banknoty emisji roku 1955 | Banknoty emisji roku 1955 | Banknoty emisji roku 1955 | Banknoty emisji roku 1955 | Banknoty emisji roku 1955 | Banknoty emisji roku 1955 |
| Grafika                   | Grafika                   | Nominał                   | Wymiary (mm)              | Opis                      | Opis                      | Rok emisji                |
| Awers                     | Rewers                    | Nominał                   | Wymiary (mm)              | Awers                     | Rewers                    | Rok emisji                |
| ------------------------- | ------------------------- | ------------------------- | ------------------------- | ------------------------- | ------------------------- | ------------------------- |
|                           |                           | 5                         | 142×72                    | Wartość nominalna         | Wartość nominalna         | 1955                      |
|                           |                           | 10                        | 146×76                    | Wartość nominalna         | Wartość nominalna         | 1955                      |
|                           |                           | 20                        | 162×81                    | Wartość nominalna         | Wartość nominalna         | 1955                      |
|                           |                           | 50                        | 171×87                    | Wartość nominalna         | Wartość nominalna         | 1955                      |
|                           |                           | 100                       | 180×90                    | Wartość nominalna         | Wartość nominalna         | 1955                      |

| Banknoty emisji roku 1964 | Banknoty emisji roku 1964 | Banknoty emisji roku 1964 | Banknoty emisji roku 1964 | Banknoty emisji roku 1964                                 | Banknoty emisji roku 1964                  | Banknoty emisji roku 1964 |
| Grafika                   | Grafika                   | Nominał                   | Wymiary (mm)              | Opis                                                      | Opis                                       | Rok emisji                |
| Awers                     | Rewers                    | Nominał                   | Wymiary (mm)              | Awers                                                     | Rewers                                     | Rok emisji                |
| ------------------------- | ------------------------- | ------------------------- | ------------------------- | --------------------------------------------------------- | ------------------------------------------ | ------------------------- |
|                           |                           | 5                         | 135 × 66                  | Alexander von Humboldt – niemiecki przyrodnik i podróżnik | Budynek uniwersytetu Humboldtów w Berlinie | 1964                      |
|                           |                           | 10                        | 140 × 67                  | Friedrich Schiller – niemiecki poeta i filozof            | Zakłady VEB Carl Zeiss w Jenie             | 1964                      |
|                           |                           | 20                        | 145 × 71                  | Johann Wolfgang von Goethe – niemiecki poeta i dramaturg  | Teatr Narodowy w Weimarze                  | 1964                      |
|                           |                           | 50                        | 150 × 72                  | Fryderyk Engels – ideolog socjalizmu                      | Kombajny zbożowe                           | 1964                      |
|                           |                           | 100                       | 156 × 74                  | Karol Marks – ideolog komunizmu                           | Brama Brandenburska                        | 1964                      |

| Banknoty emisji lat 1971–1985 | Banknoty emisji lat 1971–1985 | Banknoty emisji lat 1971–1985 | Banknoty emisji lat 1971–1985 | Banknoty emisji lat 1971–1985 | Banknoty emisji lat 1971–1985                                | Banknoty emisji lat 1971–1985                                                                                      | Banknoty emisji lat 1971–1985 | Banknoty emisji lat 1971–1985 |
| Grafika                       | Grafika                       | Nominał (w markach)           | Wymiary (mm)                  | Kolor                         | Opis                                                         | Opis | Opis                          | Rok emisji                    |
| Awers                         | Rewers                        | Nominał (w markach)           | Wymiary (mm)                  | Kolor                         | Awers                                                        | Rewers | Znak wodny                    | Rok emisji                    |
| ----------------------------- | ----------------------------- | ----------------------------- | ----------------------------- | ----------------------------- | ------------------------------------------------------------ | --- | ----------------------------- | ----------------------------- |
|                               |                               | 5                             | 113 × 50                      | Fioletowy                     | Thomas Müntzer – przywódca wojny chłopskiej w Niemczech      | Kombajny zbożowe Fortschritt E 512                                                                                 | Thomas Müntzer                | 1975                          |
|                               |                               | 10                            | 120,5 × 53                    | Brązowy                       | Clara Zetkin – niemiecka komunistka i obrończyni praw kobiet | Młoda kobieta – inżynier za pulpitem sterowniczym elektrowni jądrowej Rheinsberg                                   | Clara Zetkin                  | 1971                          |
|                               |                               | 20                            | 128 × 56                      | Zielony                       | Johann Wolfgang von Goethe – niemiecki poeta i dramaturg     | Grupa uczniów wychodzących ze szkoły                                                                               | Johann Wolfgang von Goethe    | 1975                          |
|                               |                               | 50                            | 136 × 59                      | Czerwony                      | Fryderyk Engels – ideolog socjalizmu                         | Zabudowania kombinatu petrochemicznego w Schwedt/Oder                                                              | Fryderyk Engels               | 1971                          |
|                               |                               | 100                           | 145 × 62                      | Niebieski                     | Karol Marks – ideolog komunizmu                              | Ulica Unter den Linden z widokiem na Pałac Republiki. W tle wieża telewizyjna na Alexanderplatz i Czerwony Ratusz. | Karol Marks                   | 1975                          |
|                               |                               | 200                           | 152 × 64                      | Zielony                       | Rodzina z dwójką dzieci na tle nowoczesnego budownictwa      | Przedszkole z ośmiorgiem dzieci i wychowawczynią                                                                   | Gołębie pokoju                | 1985*                         |
|                               |                               | 500                           | 160 × 68                      | Brązowy                       | Godło NRD (młot, cyrkiel i wieniec zbożowy)                  | Siedziba Rady Państwa NRD                                                                                          | Godło NRD                     | 1985*                         |
| *– nie dopuszczone do emisji  |                               |                               |                               |                               |                                                              | |                               |                               |

## Wymienialność
Marka NRD była wewnętrzną jednostką rozliczeniową – nie była wymienialna w handlu zagranicznym ani ruchu turystycznym. Zarówno wywóz, jak i wwóz marek był zabroniony i podlegał karze. W handlu zagranicznym operowano pojęciem marki walutowej. Zagraniczne środki płatnicze nie były w NRD dopuszczone do handlu wewnętrznego. Wyjątkiem były sklepy sieci Intershop, w których można było płacić walutą wymienialną, jak również bonami (Forumscheck). Dla celów podróży do krajów demokracji ludowej dozwolona była niewielka wymiana walutowa po kursie określonym przez państwo. Podróżujący do krajów zachodnich zobowiązani byli do przymusowej wymiany z góry określonej sumy.

## Siła nabywcza
Siłę nabywczą marki NRD określić można tylko w przybliżonym zakresie ze względu na subwencjonowanie wielu dóbr konsumpcyjnych przez państwo, zwłaszcza żywności, transportu, mieszkań, a nawet książek. Na czarnym rynku 1 marka wschodnioniemiecka warta była ok. 0,2 marki zachodnioniemieckiej. Kurs oficjalny ustalony przez państwo wynosił 1:1.

## Przykłady cen z NRD[5]
- 0,05 M – bułka
- 0,20 M – opłata za list krajowy do 20 g
- 0,34 M – litr mleka pełnego
- 1,55 M – kilogram cukru
- 2,40 M – 250 g masła
- 1,50 M – litr benzyny (88 oktanów)
- 16,90 M – płyta długogrająca
- 19 M – bilet na pociąg pospieszny na odległość 200 km
- 400 M – zegarek na rękę
- 2300 M – aparat fotograficzny Praktica
- 12 000 M – samochód Trabant, na zapisy, kilkanaście lat oczekiwania.

## Zniszczenie banknotów
Po zjednoczeniu Niemiec banknoty w sumie o wartości 100 miliardów marek (o objętości ok. 300 wagonów towarowych) złożono w 300-metrowym lochu w okolicy Halberstadt. Znalazły się tam również pozamonetarne środki i dokumenty rozliczeniowe – książeczki czekowe, oszczędnościowe przewiezione eszelonem ze skarbca państwowego. Pieniądze zabezpieczono zbrojonym betonem i przykryto wapnem.
W roku 2001 podano do wiadomości, że mimo zabezpieczeń dokonano włamania do bunkra i skradziono część banknotów. Postanowiono pozostałe banknoty spalić w Schöningen pod Helmstedt. Ostatnie banknoty spalono 29 czerwca 2002 roku.